# Rick Lessard
Rick Lessard (* 9. Januar 1968 in Timmins, Ontario) ist ein ehemaliger kanadischer Eishockeyspieler, der im Verlauf seiner aktiven Karriere zwischen 1984 und 1988 unter anderem über 400 Spiele in der International Hockey League (IHL) und American Hockey League (AHL) auf der Position des Verteidigers bestritten hat. Zudem absolvierte Lessard, der mit den Kansas City Blades im Jahr 1992 den Turner Cup der IHL gewann, weitere 15 Partien für die Calgary Flames und San Jose Sharks in der National Hockey League (NHL).

## Karriere
Lessard spielte zunächst vier Jahre von 1984 bis 1988 bei den Ottawa 67’s in der Ontario Hockey League (OHL) und erarbeitete sich den Ruf eines offensivstarken, aber wenig torgefährlichen Verteidigers. Trotzdem hatten ihn die Calgary Flames aus der National Hockey League (NHL) im NHL Entry Draft 1986 in der siebten Runde an 142. Position ausgewählt und statteten ihn schließlich vor der Saison 1988/89 mit einem Profivertrag auf.
Die Flames setzten Lessard vorerst in der International Hockey League (IHL) bei den Salt Lake Golden Eagles ein. Dort schaffte der Rookie auf Anhieb ins First All-Star Team der Liga gewählt zu werden und kam zudem in seinen ersten sechs NHL-Spielen für die Calgary Flames zum Einsatz. In den folgenden zwei Spielzeiten konnte der Kanadier nicht mehr an die Leistungen seines Rookiejahres in der IHL anknüpfen und kam bis zum Ende der Spielzeit 1990/91 nur noch ein einziges Mal für Calgary zum Einsatz. Deshalb ging er ungeschützt in den NHL Expansion Draft 1991 durch den die neu gegründeten San Jose Sharks ihren Kader auffüllen konnten. Sie wählten Lessard aus den ungeschützten Spielern Calgarys aus, doch setzten ihn im Verlauf der Saison 1991/92 nur acht Mal ein. Derweil gewann er jedoch mit deren Farmteam Kansas City Blades den Turner Cup der IHL. Im Dezember 1992 wurde er dann für Robin Bawa zu den Vancouver Canucks transferiert, die ihn jedoch ausschließlich in den Minor Leagues spielen ließen. Nach der Spielzeit 1993/94 beendete der 26-Jährige seine Karriere nach lediglich 15 NHL-Einsätzen.

## Erfolge und Auszeichnungen
- 1989 IHL First All-Star Team
- 1992 Turner-Cup-Gewinn mit den Kansas City Blades

## Karrierestatistik
(Legende zur Spielerstatistik: Sp oder GP = absolvierte Spiele; T oder G = erzielte Tore; V oder A = erzielte Assists; Pkt oder Pts = erzielte Scorerpunkte; SM oder PIM = erhaltene Strafminuten; +/− = Plus/Minus-Bilanz; PP = erzielte Überzahltore; SH = erzielte Unterzahltore; GW = erzielte Siegtore; 1 Play-downs/Relegation; Kursiv: Statistik nicht vollständig)